# Дерзость (свойство характера)
Де́рзость — черта характера, противоположная робости, боязливости и стыдливости. 
В зависимости от контекста имеет различную моральную оценку. Синонимом дерзости может выступать непочтительность, хамство, нахальство и наглость. Однако дерзостью может быть названа и попытка самоутверждения, тогда синонимом дерзости становится смелость, амбициозность и даже экстравагантность. Словом «дерзкий» переводят английское слово Bold.
В религиозной литературе и в славянских переводах Библии «дерзновение» может иметь положительную характеристику в значении не только смелости, но также отваги и решительности. Известно библейское выражение «Дерзай!» (греч. Θάρσει), обращенное к «чаду», «дщери» (Мф. 9:22) и Павлу (Деян. 23:11). Значением «дерзости» в этом контексте служат слова ободрения. Обличения Иоанном Крестителем фарисеев и саддукеев в посвящённом ему акафисте называются «дерзновенными». Феофан Затворник под дерзновением понимает высшую степень упования, когда происходит «сорастворение силы Божьей с силами человека».
Также известно выражение Sapere aude («дерзай знать»).
У Ломоносова дерзость и его производные означают стремление, попытку, реализацию воли.

## Хуцпа
В еврейской и израильской культуре существует термин хуцпа (идиш חוצפּה‎, ивр. חוצפה‎). Его применение может иметь различные коннотации:
- наглость, хамство, дерзость, напористость;
- расслабленность, простота, панибратство;
- смелость, настойчивость, сила воли;
- отсутствие чинопочитания и благоговения перед высокими постами, деньгами и славой.

Носители хуцпы не боятся совершать ошибки и готовы к рискованным экспериментам, умеют отстаивать свою точку зрения, невзирая на формальные статусы оппонентов.